# Walbottle
Walbottle är en by i distriktet Newcastle upon Tyne, i grevskapet Tyne and Wear, i England. Byn är belägen 9 km från Newcastle upon Tyne. Byn hade 564 invånare år 2021. Wallbottle var en civil parish från 1866 till 1935 då den blev en del av Newburn. Civil parish hade 2 510 invånare år 1931.